# Стоунер-дум
Стоунер-дум, або стонер-дум (англ. stoner-doom) — піджанр важкої музики, один із численних різновидів дум-металу, звучання якого поєднує дум-метал, сладж та стонер-рок.
Іноді поняття "стоунер-дум" вживається як синонім поняття «стонер-метал», оскільки "стонер" сам собі є різновидом "думу". Проте, прихильниками жанру термін «стонер-дум» використовується для ідентифікації деякої окремої форми дум-металу, що відрізняється своєю атмосферою та звучанням.

## Характеристика
Звучання колективів, яких класифікують як «стонер-дум» вирізняється довгими та монотонними партіями, які не насичені динамікою мелодій та гітарних рифів. Важливу, а часто і основну роль виконує партія бас-гітари. Гітари разом з бас-гітарою формують монолітну стіну сильно дисторційованого звуку («стіна звуку»). Композиції довгі та мають просту структуру, іноді уся пісня може складатись із одного-двох багатократно повторюваних фрагментів. Вокал часто відсутній, або "втоплений" у стіні звуку. Соло-партії гітар або відсутні, або, також "втоплені" в "стіні звуку" та як правило не бувають ні чіткими ні швидкісними. Окрім стандартного набору інструментів, часто використовуються для створення додаткової психоделічної атмосфери: ситар, різні варіації перкусій, та уся доступна палітра гітарних ефектів - фузз, фленжер, вах-вах, ехо, файзер, октавер та багато інших а також, синтезатори. Концепція звучання полягає у створенні монотонного "груву". Важливу роль грає атмосфера, яка покликана створювати відчуття чогось "потустороннього", "космічного", "дурманного", "димного", "ейфорійного", "наркотичного" або ж "медитаційного".
Текстова складова, якщо вона присутня, часто присвячена темам Сатани, відьом, наркотиків, космосу а також темам медитації, древніх релігій та/або філософій.

## Представники
- Sleep
- Electric Wizard
- Om
- Bongripper
- Sons Of Otis
- Goatsnake
- Acid King
- Ufomammut
- Conan
- Belzebong
- Ramesses
- Major Kong
- Talbot
- Zoroaster
- Bomg
- Ethereal Riffian
- Celophys
- Pombagira
- Burning Witch
- Bong
- Ritual Service
- Frayle